# Sopa al cuarto de hora
La sopa al cuarto de hora (« soupe au quart d'heure ») est une soupe à base de poisson (généralement du merlu) et de crustacés (généralement des palourdes et des moules), très célèbre dans les cafés d'époque de Madrid à la fin du XIXe siècle et au début du XXe siècle. Certains auteurs l'attribuent à la cuisine andalouse,. C'était une soupe très populaire sur les menus des restaurants et cafés espagnols au début du XXe siècle,. Malgré son nom, elle est plus longue à préparer, notamment en raison de la préparation préalable.

## Histoire
On trouve des références à cette soupe dès 1880 dans les chroniques de la ville de Cadix. Avec l'avènement du XXe siècle, la soupe est devenue très populaire dans les cafés de Madrid et sa popularité s'est accrue jusqu'au milieu du siècle, étant une recette populaire dans les restaurants de la classe supérieure. La recette a perdu de sa popularité.

## Caractéristiques
Il s'agit d'une soupe dont le contenu est varié : divers coquillages, généralement bivalves (palourdes et moules), dont la coquille est retirée par cuisson à la vapeur, du riz en petite quantité pour rendre le bouillon plus épais, du jambon finement haché et sauté dans de l'huile d'olive, de l'ail, du safran, du poivre et du sel. Le bouillon obtenu pour cuire un merlu (dans certaines recettes, on utilise de la baudroie) coupé en lamelles servira à cuire le riz. Au moment de servir, l'œuf dur est généralement haché en guise de garniture. Parfois, des crevettes décortiquées sont ajoutées. Il est servi frais, c'est-à-dire chaud et avec quelques gouttes de sherry. Certains livres de recettes internationaux mentionnent que la soupe est faite avec les restes.